# Louis Aubert
Louis-François-Marie Aubert (ur. 19 lutego 1877 w Paramé koło Saint-Malo, zm. 9 stycznia 1968 w Paryżu) – francuski kompozytor.

## Życiorys
Ukończył Konserwatorium Paryskie. Jego nauczycielami byli Gabriel Fauré i Pierre Vidal (kompozycja), Albert Lavignac (harmonika), Charles-Marie Widor (organy) i Louis Diémer (fortepian). Od 1956 roku członek Académie des Beaux-Arts. Skomponował m.in. poematy symfoniczne Habanera (1907–1918) i La tombeau de Chateaubriand (1948), suitę orkiestrową Feuille d’images (1930), Fantazję h-moll na fortepian i orkiestrę (1899), operę La forêt bleue do libretta Jacques’a Chenevière według Charles’a Perraulta (wyst. Genewa 1913), cykl pieśni Crépuscules d’automne (1910), Incantation na chór i orkiestrę (1943), balet La nuit ensorceleé (1922, wyst. Paryż 1923), ponadto liczne utwory kameralne i fortepianowe. W swojej twórczości łączył dorobek szkoły Césara Francka z wpływami impresjonizmu.
Autor prac L’orchestre (wspólnie z Marcelem Landowskim, Paryż 1951) i Notice sur la vie et les travaux de Gustave Charpentier (Paryż 1956).